# Gradski stadion Gradiška
Gradski stadion Bosanska Gradiška je multifunkcionalni stadion u Bosanskoj Gradišci, Bosna i Hercegovina. Trenutno se većinom koristi za utakmice FK Kozara koji se natječe u Prvoj ligi Republike Srpske.

## Koncerti i događaji
- Lepa Brena je 1983. godine održala veliki koncert s 20.000 gledatelja na stadionu. Koncert je snimljen i neke od scena korištene su u filmu Nema problema 1984.
- Svetlana Ražnatović Ceca je u sklopu svoje turneje Poziv 12. srpnja 2013. održala koncert na stadionu s 15.000 posjetitelja.[2]